# CS Năvodari
CS Năvodari a fost un club de fotbal din Năvodari, Constanța care a evoluat în Liga a IV-a în ultimii săi ani înainte de fuziune.

## Istorie
Prima sa apariție pe scena fotbalului românesc a avut-o în anul 1993, acela fiind și anul înființării. Echipa a fost înființată ca CS Midia Năvodari, din pricina sponsorului principal Petromidia, iar după retragerea acestuia din finanțarea clubului, echipa s-a renumit CS Năvodari. Clubul a jucat în Liga a II-a aproape un deceniu, fiind implicat în lupta la promovare aproape în fiecare sezon. Cel mai bun rezultat a fost locul 2 la sfârșitul sezonului 1999-2000 și 2004-2005.
În ultimii săi ani, retragerea sponsorului principal, Petromidia, a avut consecințe negative, culminând cu dizolvarea clubului. În anul 2010 primăria din Năvodari a făcut un parteneriat cu echipa AFC Săgeata Stejaru și prin aceasta a urmat o fuziune cu echipa locală numindu-se odată cu mutarea echipei din Stejaru la Năvodari, AFC Săgeata Năvodari.

## Palmares
Liga II:
- Campioana (0):
- Finalista (2): 1999–00, 2004–05

Liga III:
- Campioana (1): 1996–97

## Floricică Corneliu Lucian
- Gabriel Cânu
- Răzvan Țârlea
- Iulian Ștefan
- Florin Lungu
- Florin Ene
- Florin Adam
- Dorel Zaharia
- Andrei Stângă
- Enache Câju
- Vasile Mătincă
- Constantin Borza
- Constantin Gechereanu
- Alexandru Rupedeal
- Aurelian Leahu
- Robert Miu
- Raul Unchiaș
- Liviu Ușurelu
- Claudiu Puia
- Daniel Pleșa
- Daniel Ghișan
- Gabriel Dinică
- Sandu Sîrbu
- Ionuț Dragomirescu
- Gheorghe Bălăceanu
- Norbert Niță
- Cătălin Mirea
- Romulus Bealcu
- Marius Zadea
- Ion Radu
- Mugurel Radu
- Cristian Dicu
- Eusebiu Tudor
- Mihai Ilie
- Bogdan Miron
- George Voicu
- Marius Laur
- Cătălin Gherbezan
- Răzvan Ochia
- Sandu Culeafă
- Decebal Curumi
- Adrian Stoean
- Marian Bornu
- Ștefan Iordan
- Ștefan Matei
- Iordache Viorel
- Cătălin Plăcintă
- Robert Panduru

## Foști Antrenori
- Silviu Dumitrescu
- Ioan Sdrobiș
- Virgil Dridea
- George Focan
- Leonida Nedelcu
- Ionel Melenco
- Gabriel Zahiu
- Daniel Rădulescu